# Rhabdodemania mediterranea
Rhabdodemania mediterranea is een rondwormensoort uit de familie van de Rhabdodemaniidae. De wetenschappelijke naam van de soort is voor het eerst geldig gepubliceerd in 1971 door Boucher.